# 121089 Vyšší Brod
121089 Vyšší Brod è un asteroide della fascia principale. Scoperto nel 1999, presenta un'orbita caratterizzata da un semiasse maggiore pari a 2,2951120 UA e da un'eccentricità di 0,1858616, inclinata di 8,88752° rispetto all'eclittica.